# Bob-Europacup 2015/16
Der Bob-Europacup 2015/16 war eine von der International Bobsleigh & Skeleton Federation (IBSF) veranstaltete Rennserie, die mit dem Nordamerikacup 2015/16 zum Unterbau des Weltcups 2015/16 gehört. Er begann am 27. November 2015 in Winterberg und endete am 30. Januar 2016 in St. Moritz. Die Ergebnisse der jeweils acht Saisonrennen an sechs verschiedenen Wettkampforten fließen in das IBSF Bob-Ranking 2015/16 ein.

## Frauen

### Veranstaltungen
| Datum             | Ort        | Sieger                                   | Zweite                                   | Dritte                                   |
| ----------------- | ---------- | ---------------------------------------- | ---------------------------------------- | ---------------------------------------- |
| 27. November 2015 | Winterberg | Sabrina Duljevic Lisa-Sophie Gericke     | Kim Kalicki Ann-Christin Strack          | Mariama Jamanka Anne Lobenstein          |
| 28. November 2015 | Winterberg | Mariama Jamanka Anne Lobenstein          | Alexandra Rodionowa Nadeschda Palejewa   | Stephanie Schneider Lisa Marie Buckwitz  |
| 4. Dezember 2015  | Altenberg  | Alexandra Rodionowa Julija Schokschujewa | Stephanie Schneider Lisa Marie Buckwitz  | Mariama Jamanka Anne Lobenstein          |
| 19. Dezember 2015 | Sigulda    | Alexandra Rodionowa Julija Schokschujewa | Nadeschda Sergejewa Nadeschda Widerker   | Jelisaweta Subkowa Julija Belomestnych   |
| 20. Dezember 2015 | Sigulda    | Alexandra Rodionowa Julija Schokschujewa | Nadeschda Sergejewa Nadeschda Widerker   | Jelisaweta Subkowa Julija Belomestnych   |
| 8. Januar 2016    | Königssee  | Stephanie Schneider Lisa Marie Buckwitz  | Alexandra Rodionowa Julija Schokschujewa | Nadeschda Sergejewa Nadeschda Widerker   |
| 15. Januar 2016   | Igls       | Elana Meyers Taylor Kehri Jones          | Stephanie Schneider Lisa Marie Buckwitz  | Alexandra Rodionowa Julija Schokschujewa |
| 29. Januar 2016   | St. Moritz | Elana Meyers Taylor Terra Evans          | Alexandra Rodionowa Julija Schokschujewa | Nadeschda Sergejewa Nadeschda Widerker   |

### Gesamtwertung
Endstand nach 8 Rennen (Top 10)
| Platz | Pilotin             | Land                   | WIN1 | WIN2 | ALT | SIG1 | SIG2 | KÖN | IGL | STM | Punkte |
| ----- | ------------------- | ---------------------- | ---- | ---- | --- | ---- | ---- | --- | --- | --- | ------ |
| 01    | Alexandra Rodionowa | Russland               | –    | 2    | 1   | 1    | 1    | 2   | 3   | 2   | 652    |
| 02    | Stephanie Schneider | Deutschland            | 6    | 3    | 2   | –    | –    | 1   | 2   | 7   | 614    |
| 03    | Sabrina Duljevic    | Deutschland            | 1    | –    | 4   | –    | –    | 11  | 4   | 5   | 472    |
| 04    | Nadeschda Sergejewa | Russland               | –    | –    | 6   | 2    | 2    | 3   | 6   | 2   | 464    |
| 05    | Mica McNeill        | Vereinigtes Königreich | –    | 6    | 7   | –    | –    | 4   | 5   | 4   | 456    |
| 06    | Kim Kalicki         | Deutschland            | 2    | 5    | –   | –    | –    | 6   | 9   | 10  | 438    |
| 07    | Lien de Decker      | Belgien                | 8    | 10   | 8   | 4    | 4    | 8   | 15  | –   | 404    |
| 08    | Maria Oshigiri      | Japan                  | 7    | 11   | 10  | –    | –    | 12  | 13  | 16  | 396    |
| 09    | Jelisaweta Subkowa  | Russland               | 5    | 9    | –   | 3    | 3    | 10  | 14  | –   | 352    |
| 10    | Mariama Jamanka     | Deutschland            | 3    | 1    | 3   | –    | –    | –   | –   | –   | 324    |

## Männer

### Veranstaltungen
| Datum             | Ort        | Disziplin | Sieger                                                                        | Zweite                                                                      | Dritte                                                                      |
| ----------------- | ---------- | --------- | ----------------------------------------------------------------------------- | --------------------------------------------------------------------------- | --------------------------------------------------------------------------- |
| 27. November 2015 | Winterberg | 2er       | Johannes Lochner Gregor Bermbach                                              | Christoph Hafer Michael Salzer                                              | Nikita Sacharow Maxim Belugin                                               |
| 27. November 2015 | Winterberg | 2er       | Johannes Lochner Joshua Bluhm                                                 | Christoph Hafer Marc Rademacher                                             | Rudy Rinaldi Boris Vain                                                     |
| 28. November 2015 | Winterberg | 4er       | DeutschlandJohannes Lochner Gregor Bermbach Tino Paasche Christian Rasp       | RusslandNikita Sacharow Pjotr Moissejew Maxim Belugin Andrei Kasanzew       | DeutschlandChristoph Hafer Marc Rademacher Christian Hammers Michael Salzer |
| 29. November 2015 | Winterberg | 4er       | DeutschlandJohannes Lochner Gregor Bermbach Joshua Bluhm Christian Rasp       | Vereinigtes KönigreichJohn Jackson Bruce Tasker Brad Hall Ben Simons        | DeutschlandFlorian Wagner Felix Krieg Michael Schüssler Filip Nikolic       |
| 4. Dezember 2015  | Altenberg  | 2er       | Johannes Lochner Sebastian Mrowka                                             | Maxim Andrianow Maxim Belugin                                               | Christoph Hafer Marc Rademacher                                             |
| 5. Dezember 2015  | Altenberg  | 4er       | DeutschlandJohannes Lochner Gregor Bermbach Sebastian Mrowka Christian Rasp   | DeutschlandChristoph Hafer Marc Rademacher Christian Hammers Michael Salzer | DeutschlandFlorian Wagner Felix Krieg Markus Reichle Michael Schüssler      |
| 19. Dezember 2015 | Sigulda    | 2er       | Uģis Žaļims Intars Dambis                                                     | Maxim Andrianow Maxim Belugin                                               | Oskars Melbārdis Matīss Miknis                                              |
| 20. Dezember 2015 | Sigulda    | 2er       | Oskars Melbārdis Jānis Strenga                                                | Oskars Ķibermanis Vairis Leiboms                                            | Uģis Žaļims Jānis Jansons                                                   |
| 8. Januar 2016    | Königssee  | 2er       | Johannes Lochner Matthias Kagerhuber                                          | Beat Hefti Alex Baumann                                                     | Mateusz Luty Grzegorz Kossakowski                                           |
| 9. Januar 2016    | Königssee  | 4er       | DeutschlandJohannes Lochner Sebastian Mrowka Joshua Bluhm Matthias Sommer     | DeutschlandChristoph Hafer Marc Rademacher Christian Hammers Markus Reichle | DeutschlandFlorian Wagner Felix Krieg Philipp Wobeto Michael Schüssler      |
| 10. Januar 2016   | Königssee  | 4er       | DeutschlandJohannes Lochner Matthias Kagerhuber Sebastian Mrowka Joshua Bluhm | DeutschlandFlorian Wagner Philipp Wobeto Paul Krenz Michael Schüssler       | DeutschlandChristoph Hafer Marc Rademacher Christian Hammers Markus Reichle |
| 14. Januar 2016   | Igls       | 2er       | Johannes Lochner Joshua Bluhm                                                 | Beat Hefti Alex Baumann                                                     | Christoph Hafer Marc Rademacher                                             |
| 16. Januar 2016   | Igls       | 4er       | DeutschlandJohannes Lochner Chris Gleichmann Sebastian Mrowka Matthias Sommer | ÖsterreichBenjamin Maier Markus Sammer Marco Rangl Dănuț Moldovan           | FrankreichLoïc Costerg Jérémie Boutherin Yannis Pujar Vincent Castell       |
| 17. Januar 2016   | Igls       | 4er       | DeutschlandJohannes Lochner Chris Gleichmann Sebastian Mrowka Matthias Sommer | ÖsterreichBenjamin Maier Angel Somov Marco Rangl Dănuț Moldovan             | FrankreichLoïc Costerg Jérémie Boutherin Yannis Pujar Vincent Castell       |
| 27. Januar 2016   | St. Moritz | 2er       | Beat Hefti Alex Baumann                                                       | Maxim Andrianow Ilja Malych                                                 | Johannes Lochner Matthias Kagerhuber                                        |
| 30. Januar 2016   | St. Moritz | 4er       | ÖsterreichBenjamin Maier Markus Sammer Stefan Laussegger Dănuț Moldovan       | ÖsterreichLukas Kolb Markus Treichl Franz Esterhammer Markus Glück          | Vereinigtes KönigreichJohn Jackson Bruce Tasker Ben Simons Judah Simpson    |

### Gesamtwertung Zweierbob
Endstand nach 8 Rennen (Top 10)
| Platz | Pilot            | Land                   | WIN1 | WIN2 | ALT | SIG1 | SIG2 | KÖN | IGL | STM | Punkte |
| ----- | ---------------- | ---------------------- | ---- | ---- | --- | ---- | ---- | --- | --- | --- | ------ |
| 01    | Johannes Lochner | Deutschland            | 1    | 1    | 1   | –    | –    | 1   | 1   | 3   | 702    |
| 02    | Maxim Andrianow  | Russland               | –    | –    | 2   | 2    | 4    | 4   | 5   | 2   | 614    |
| 03    | Christoph Hafer  | Deutschland            | 2    | 2    | 3   | –    | –    | 5   | 3   | 4   | 612    |
| 04    | Richard Oelsner  | Deutschland            | 4    | 5    | 4   | –    | –    | 6   | 6   | 10  | 532    |
| 05    | Alexei Negodailo | Russland               | 13   | 10   | 18  | 8    | 6    | DNF | 13  | 9   | 476    |
| 06    | Clemens Bracher  | Schweiz                | 5    | 8    | 6   | –    | –    | 8   | 10  | 13  | 472    |
| 07    | Dmitri Popow     | Russland               | 37   | 13   | 7   | 5    | 5    | 14  | 14  | 26  | 458    |
| 08    | Bruce Tasker     | Vereinigtes Königreich | 8    | 23   | 9   | –    | –    | 11  | 11  | 6   | 405    |
| 09    | Beat Hefti       | Schweiz                | –    | –    | –   | –    | –    | 2   | 2   | 1   | 340    |
| 10    | Pius Meyerhans   | Schweiz                | 8    | 6    | –   | 7    | 8    | –   | –   | –   | 332    |

### Gesamtwertung Viererbob
Endstand nach 8 Rennen (Top 10)
| Platz | Pilot               | Land        | WIN1 | WIN2 | ALT | KÖN1 | KÖN2 | IGL1 | IGL2 | STM | Punkte |
| ----- | ------------------- | ----------- | ---- | ---- | --- | ---- | ---- | ---- | ---- | --- | ------ |
| 01    | Johannes Lochner    | Deutschland | 1    | 1    | 1   | 1    | 1    | 1    | 1    | 4   | 936    |
| 02    | Florian Wagner      | Deutschland | 9    | 3    | 3   | 3    | 2    | 5    | 4    | 4   | 776    |
| 03    | Christoph Hafer     | Deutschland | 3    | 6    | 2   | 2    | 3    | 4    | 11   | 10  | 748    |
| 04    | Dmitri Popow        | Russland    | 8    | 7    | –   | 6    | 7    | 6    | 6    | 13  | 572    |
| 05    | Maxim Andrianow     | Russland    | –    | –    | 5   | 4    | 4    | 7    | 5    | 7   | 544    |
| 06    | Patrick Baumgartner | Italien     | 13   | 12   | 7   | 7    | 6    | 23   | 17   | 20  | 483    |
| 07    | Lukas Kolb          | Österreich  | 15   | 14   | –   | 16   | 9    | 12   | 13   | 2   | 466    |
| 08    | Clemens Bracher     | Schweiz     | 6    | 18   | –   | 11   | 11   | 8    | 9    | 18  | 460    |
| 09    | Richard Oelsner     | Deutschland | –    | 4    | 4   | –    | 5    | 9    | –    | 12  | 424    |
| 10    | Dominik Dvořák      | Tschechien  | 18   | 17   | 8   | 20   | 19   | 19   | 8    | 11  | 420    |

### Gesamtwertung Kombination
Endstand nach 16 Rennen (Top 10)
| Platz | Pilot            | Land        | Punkte |
| ----- | ---------------- | ----------- | ------ |
| 1     | Johannes Lochner | Deutschland | 1638   |
| 2     | Christoph Hafer  | Deutschland | 1360   |
| 3     | Maxim Andrianow  | Russland    | 1158   |
| 4     | Dmitri Popow     | Russland    | 1030   |
| 5     | Richard Oelsner  | Deutschland | 956    |
| 6     | Clemens Bracher  | Schweiz     | 932    |
| 7     | Florian Wagner   | Deutschland | 852    |
| 8     | Dominik Dvořák   | Tschechien  | 705    |
| 9     | Martin Suter     | Schweiz     | 693    |
| 10    | Alexei Negodailo | Russland    | 684    |